# Craig Smith (hockey sobre hielo)
Craig Smith (Madison, Wisconsin, 5 de septiembre de 1989), apodado Smitty, es un jugador profesional estadounidense de hockey sobre hielo que se desempeña en la posición de centro en Dallas Stars, equipo de la National Hockey League (NHL).

## Carrera
Fue seleccionado en la cuarta ronda en la NHL Entry Draft de 2009. En 2011 hizo su debut profesional con el equipo Nashville Predators, en el cual jugó nueve temporadas (2011-2020), después pasó a Boston Bruins (2020-2022), luego a Washington Capitals (2022-2023), posteriormente a Dallas Stars, donde lleva jugando una temporada.